# Philippe Descamps
Pour les articles homonymes, voir Descamps.
 (décembre 2022).
Si vous disposez d'ouvrages ou d'articles de référence ou si vous connaissez des sites web de qualité traitant du thème abordé ici, merci de compléter l'article en donnant les références utiles à sa vérifiabilité et en les liant à la section « Notes et références ».
Philippe Descamps, né le 16 mai 1973 à Champigny-sur-Marne, est docteur en philosophie. Il travaille sur la bioéthique, le droit et la philosophie morale. 

## Biographie
Philippe Descamps naît le 16 mai 1973 à Champigny-sur-Marne.

## Publications

### Livres
- Un crime contre l'espèce humaine ? : Enfants clonés, enfants damnés, Paris, Les Empêcheurs de penser en rond, 2004, 213 p. (ISBN 978-2-84671-095-4)
- Faire des enfants n'est pas naturel, Paris, Mango, coll. « En clair », 2007, 182 p. (ISBN 978-2-914353-73-1)
- L'utérus, la technique et l'amour : L'enfant de l'ectogenèse, Paris, PUF, coll. « Intervention philosophique », 2008, 216 p. (ISBN 978-2-13-056590-1, lire en ligne)
- Le sacre de l'espèce humaine : Le droit au risque de la bioéthique, Paris, PUF, 2009, 448 p. (ISBN 978-2-13-057343-2, lire en ligne)

### Sélection d'articles
- « Que faire du droit familial de Fichte ? », Les Études philosophiques, PUF, vol. 80, no 1,‎ 2007, p. 109-123 (lire en ligne)
- « L’inflation bioéthique dans la perspective de l’ectogenèse », Raisons politiques, Presses de Sciences-Po, vol. 28, no 4,‎ 2007, p. 111-126 (DOI 10.3917/rai.028.0111, lire en ligne)
- « Le sacre de l’espèce », Raison publique, Presses universitaires de Paris-Sorbonne, no 9,‎ 2009
- « Misères du débat institutionnel : l'exemple du clonage reproductif humain et de son traitement éthique par le CCNE », Revue de métaphysique et de morale, PUF, vol. 67, no 3,‎ 2010, p. 311-323 (DOI 10.3917/rmm.103.0311, lire en ligne)